# Nissos Samos
Pour les articles homonymes, voir Samos (homonymie).
Le Nissos Samos (Νήσος Σάμος, Nísos Sámos) est un ferry exploité par la compagnie grecque Hellenic Seaways. Construit en 1988 aux chantiers IHI de Kure pour la compagnie japonaise Shin Nihonkai Ferry, il assurait à l'origine les liaisons entre les îles d'Honshū et d'Hokkaidō sous le nom de New Akashia (ニューあかしあ, Nyū Akashia). Vendu en 2004 à la compagnie grecque Endeavor Lines, il est rebaptisé dans un premier temps Ionian Glory puis finalement Ionian Queen et navigue sur les lignes entre la Grèce et l'Italie jusqu'en 2012, date à laquelle son propriétaire fait faillite. Désarmé durant environ trois ans à Patras, il est finalement racheté par la compagnie Hellenic Seaways qui le renomme Nissos Samos. Il navigue actuellement en mer Égée et dessert les archipels des Cyclades et du Dodécanèse.

## Histoire

### Origines et construction
À la fin des années 1980, la compagnie Shin Nihonkai Ferry renouvelle progressivement sa flotte en service entre Honshū et Hokkaidō. Après la mise en service en 1984 de l'imposant Ferry Lilac sur la ligne directe entre Maizuru et Otaru, l'armateur japonais envisage l'alignement d'une seconde unité neuve sur cet axe en remplacement du Ferry Akashia.
Le futur navire est conçu de manière similaire à celle du Ferry Lilac avec une longueur de 192 mètres. Prévu pour transporter 800 passagers et 80 véhicule, sa capacité d'accueil est plus importante que celle de son prédécesseur, de même que sa capacité de roulage qui est augmentée par rapport à ce dernier. Les conditions de transport sont également sensiblement améliorées par rapport aux autres navires avec des locaux plus grands et plus confortables. Ceux-ci se composent toujours d'un restaurant, d'un grill, d'un café et de salons mais aussi désormais de quelques couloirs avec vue sur la mer ainsi qu'une piscine extérieure.
Prévu pour remplacer le Ferry Akashia, le nouveau navire, baptisé New Akashia, est construit par les chantiers IHI. Le navire est mis sur cale à Kure le 5 février 1988 et lancé le 27 avril suivant. Après deux mois et demi de finitions, il est livré à Shin Nihonkai le 8 juillet 1988.

### Service

#### Shin Nihonkai Ferry (1988-2004)

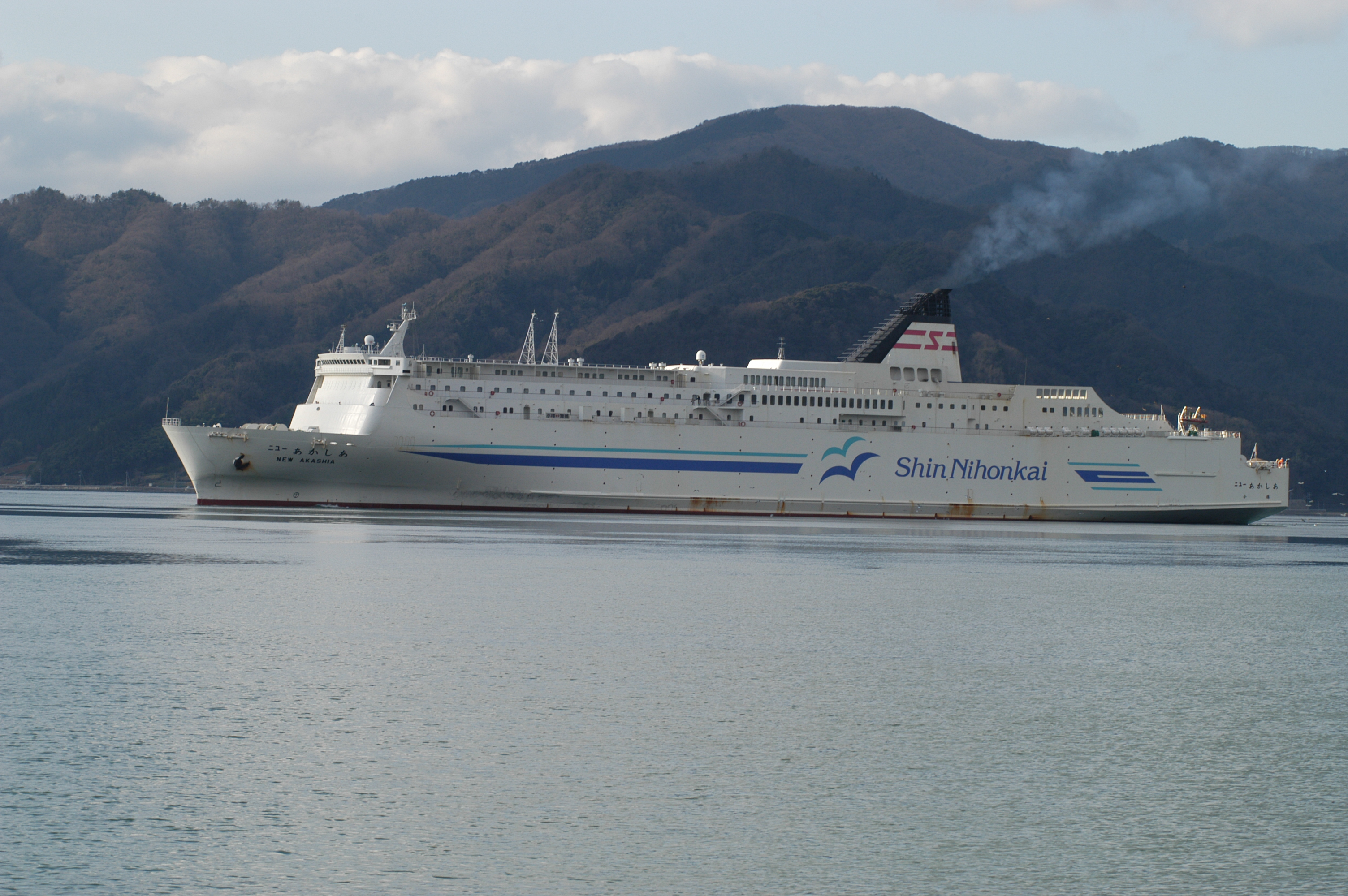
Le New Akashia en 2004.

Le New Akashia est mis en service le 16 juillet 1988 entre Maizuru et Otaru, il est alors le plus grand car-ferry du Japon. Il assure la liaison en tandem avec le Ferry Lilac dont la forme de la coque a servi de base pour sa conception. En 1991, ce duo est rejoint par le Ferry Lavender, sister-ship du New Akashia.
En 1997, le navire est repeint aux nouvelles couleurs de Shin Nihonkai avec l'inscription du logo en bleu sur sa coque en remplacement de la traditionnelle bande verte.
En juillet 2004, le New Akashia est remplacé sur sa ligne par le nouveau Hamanasu. En novembre, il est cédé à la société Althea Int, filiale de la compagnie grecque Endeavor Lines.

#### Endeavor Lines (2004-2012)
Livré en décembre 2004 à son nouveau propriétaire, le navire est rebaptisé Ionian Glory. Il quitte le Japon le 20 décembre pour rejoindre la Grèce. Arrivé à Perama le 13 janvier 2005, il subit quelques transformations puis entame son service entre la Grèce et l'Italie le 20 août sous le nom de Ionian Queen.
En février 2011, le navire est affrété pour évacuer la population libyenne en raison de la guerre civile. Il réalise à cet effet deux voyages entre Benghazi et Héraklion du 28 février au 6 mars.
Le 11 septembre 2012, le Ionian Queen est immobilisé à Patras en raison des difficultés financières de son armateur. Endeavor Lines étant liquidée, le navire est désarmé et laissé à quai en l'attente d'un éventuel repreneur. Il sera finalement acquis le 12 décembre 2015 par la compagnie Hellenic Seaways pour la somme de 3 millions d'euros.

#### Hellenic Seaways (depuis 2015)
Réceptionné par Hellenic Seaways, le navire devient le Nissos Samos. Après quelques travaux de rénovations et la mise aux couleurs de son nouvel armateur, le navire est mis en service le 29 juillet 2016 entre Le Pirée et différentes îles de la mer Égée dans les archipels des Cyclades et du Dodécanèse.

## Aménagements
Le Nissos Samos possède 8 ponts. Si le navire s'étend en réalité sur 10 ponts, deux d'entre eux sont inexistants au niveau des garages afin de permettre au navire de transporter du fret. À l'époque japonaise du navire, la numérotation des ponts débutait à partir du pont garage inférieur (correspondant au pont 1). Les locaux passagers occupaient les ponts 3, 4 et 5 tandis que l'arrière du pont 3 est consacré à l'équipage. Les ponts 1, et 2 et 3 abritent quant à eux les garages. À présent, la numérotation commerciale concorde avec le nombre total d'étages, incluant même les deux ponts inexistants au niveau des garages. Les locaux passagers se situent toujours au même endroit tandis que ceux de l'équipage ont été déplacés à l'avant du pont 8.

### Locaux communs
Du temps du New Akashia, se situent pour la plupart à l'arrière du pont 4. Les passagers ont à leur disposition un restaurant, un grill, un café, deux salons ainsi qu'un espace extérieur avec piscine. En plus de ces principaux aménagements, le navire proposait également sur le pont 5 une salle de télécinéma, sur le pont 4 deux bains publics (appelés sentō), l'un pour les hommes, l'autre pour les femmes une boutique, une salle de jeux vidéos ainsi qu'une salle de sport.
Désormais, la plupart de ces installations ont été supprimées et remplacées par des salons fauteuils. La piscine a également été supprimée. 

### Cabines
À bord du New Akashia, les cabines étaient réparties deux catégories selon le niveau de confort. Ainsi, le navire était équipé en 1re classe de quatre cabines doubles, 31 cabines à quatre et deux cabines doubles de style japonais, ainsi que de douze dortoirs de style occidental et huit de style japonais en 2de classe.
Depuis sa vente en Grèce, le type et la répartition des cabines ont connu d'importantes modifications avec la suppression des dortoirs de 2de classe et l'ajout de cabines à quatre couchettes disposant de sanitaires privés comprenant douche, WC et lavabo.

## Caractéristiques
Le Nissos Samos mesure 192,90 mètres de long pour 29,40 mètres de large, son tonnage était à l'origine de 19 796 UMS (ce qui n'est pas exact, le tonnage des car-ferries japonais étant défini sur des critères différents) puis a été porté en 2004 à 30 694 UMS. Il pouvait à l'origine embarquer 800 passagers, 80 véhicules et 186 remorques dans son garage accessible par deux portes rampe arrières, l'une axiale, l'autre située à tribord ainsi qu'une porte rampe avant. Le navire a à présent une capacité de 2 202 passagers et 750 véhicules et l'accès à son garage se fait désormais au moyen de deux portes rampes axiales arrière. La propulsion du Nissos Samos est assurée par deux moteurs diesel Pielstick 8PC40L développant une puissance de 17 480 kW entrainant deux hélices à pas variables faisant filer le bâtiment à une vitesse de 21,5 nœuds. Il est en outre doté d'un propulseur d'étrave, un propulseur arrière ainsi qu'un stabilisateur anti-roulis. Les dispositifs de sécurité était à l'époque essentiellement composés de radeaux de sauvetage mais aussi d'une embarcation semi-rigide de secours. Depuis 2004, le navire est équipé de quatre embarcations de sauvetage fermées de grande taille.

## Lignes desservies
Pour Shin Nihonkai Ferry, de 1988 à 2004, le New Akashia était affecté principalement entre les îles d'Honshū et d'Hokkaidō sur la ligne Maizuru - Otaru.
À partir de juillet 2005, le navire est affecté en mer Adriatique sous les couleurs de la compagnie Endeavor Lines entre la Grèce et l'Italie sur la ligne Patras - Igoumenitsa - Bari puis à partir de 2008 sur Patras - Igoumenitsa - Corfou - Brindisi.
Depuis 2016, le car-ferry est affecté sur les lignes d'Hellenic Seaways en mer Égée entre Le Pirée, Mesta, Mytilène, Lemnos et Thessalonique.